# Kazimierz Jan Majdański
Kazimierz Jan Majdański (Małgów, 1º marzo 1916 – Łomianki, 29 aprile 2007) è stato un arcivescovo cattolico polacco.

## Biografia
Kazimierz Jan Majdański nacque a Małgów, nell'odierno comune di Lisków, il 1º marzo 1916 in una numerosa famiglia di lavoratori agricoli.

### Formazione e ministero sacerdotale
Dal 1934 al 1939 studiò filosofia e teologia presso il seminario maggiore di Włocławek.
Il 7 novembre 1939, quando era ancora un chierico venne arrestato con gli altri seminaristi dalla Gestapo. Dopo mesi di reclusione a Sachsenhausen, il 14 dicembre 1940 arrivò a Dachau. Dalla fine del 1942 fu sottoposto a esperimenti pseudo-medici sulla cellulite dalla commissione medica guidata dal dottor Heinrich Schütz. Il 10 novembre 1942, insieme ad altri trentasette chierici polacchi, fu selezionato per essere sottoposto a delle iniezioni. In segreto continuava a partecipare ai sacramenti. Nei primi mesi del 1943 nel campo di concentramento scoppiò un'epidemia di tifo. Temendo la diffusione dell'infezione, la commissione smise di fare esperimenti. Majdański sopravvisse all'epidemia. La sua sopravvivenza a Dachau fu possibile pure grazie all'aiuto ricevuto da Stanislav Zámečník, anch'egli internato nel campo. Nel 1975 a Monaco di Baviera testimoniò al processo contro Heinrich Schütz. Quest'ultimo basava la sua difesa sul fatto che gli esperimenti che conduceva avrebbero potuto essere utili per la collettività. Schütz alla fine fu condannato a dieci anni di carcere ma non scontò un solo giorno della sua pena.
Dopo la liberazione fu ordinato sacerdote il 29 luglio 1945 a Parigi dal vescovo Karol Mieczysław Radoński. Completò gli studi di dottorato nel campo della teologia morale presso l'Università di Friburgo. Dal 1949 fu vicario parrocchiale della cattedrale di Włocławek e docente nel seminario locale di cui fu vice-rettore dal 1952 al 1957. Dal 1956 al 1974 curò la rivista "Athenaeum sacerdotale". Nel 1960 diede il via alla campagna di riconciliazione tra polacchi e tedeschi.

### Ministero episcopale

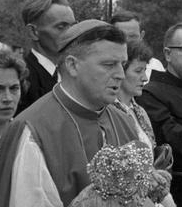
Mons. Majdański nel 1966

Il 19 novembre 1962 papa Giovanni XXIII lo nominò vescovo ausiliare di Włocławek e titolare di Zorolo. Ricevette l'ordinazione episcopale il 24 marzo 1963 a Włocławek dal cardinale Stefan Wyszyński, arcivescovo metropolita di Varsavia e Gniezno, coconsacranti il vescovo di Włocławek Antoni Pawłowski e il vescovo ausiliare di Breslavia Wilhelm Pluta. Lavorò anche come vicario generale della diocesi e decano del capitolo della cattedrale. Partecipò alla seconda e alla quarta sessione del Concilio Vaticano II. Dal 1972 insegnò all'Accademia di teologia cattolica. Nel 1975 fondò l'Istituto per gli studi sulle scienze famigliari a Łomianki che diresse fino al 1993.
Il 1º marzo 1979 divenne vescovo di Stettino-Kamień. Nell'esercizio delle sue funzioni episcopali fondò il seminario di Stettino nel 1981 e l'Istituto di vita consacrata secolare "Sacra Famiglia" nel 1986. Dal 19 gennaio 1980 all'anno successivo fu vicepresidente del Pontificio consiglio per la famiglia, detto anche Comitato per la famiglia. Nel 1980 partecipò alla V assemblea generale ordinaria del Sinodo dei vescovi.
Nel 1987 fu promotore e organizzatore della visita di papa Giovanni Paolo II a Stettino. Contribuì allo sviluppo e all'espansione della diocesi, che dopo le sue dimissioni accolte il 25 marzo 1992, fu promossa a sede metropolitana. A lui fu concesso il titolo di arcivescovo ad personam.
Per molti anni collaborò con Radio Maria. Era anche un sostenitore dell'Opus Dei, che nel 1989 arrivò anche nel suo paese. Fu uno dei più stretti collaboratori di papa Giovanni Paolo II nell'elaborazione di una "teologia della famiglia".
Morì a Łomianki il 29 aprile 2007 e fu sepolto nella cappella dell'Istituto per gli studi sulla famiglia di Łomianki da lui fondato. Lo stesso anno, presso il cimitero centrale, su iniziativa dell'Associazione "Space Time Identity" fu piantato un albero dedicato alla sua memoria.
Ricevette il titolo di cittadino onorario di Stettino (1996), Łomianki (2003), Varsavia (2004), Stargard (2005) e Police (2005).

## Genealogia episcopale e successione apostolica
La genealogia episcopale è:
- Cardinale Scipione Rebiba
- Cardinale Giulio Antonio Santori
- Cardinale Girolamo Bernerio, O.P.
- Vescovo Claudio Rangoni
- Arcivescovo Wawrzyniec Gembicki
- Arcivescovo Jan Wężyk
- Vescovo Piotr Gembicki
- Vescovo Jan Gembicki
- Vescovo Bonawentura Madaliński
- Vescovo Jan Małachowski
- Arcivescovo Stanisław Szembek
- Vescovo Felicjan Konstanty Szaniawski
- Vescovo Andrzej Stanisław Załuski
- Arcivescovo Adam Ignacy Komorowski
- Arcivescovo Władysław Aleksander Łubieński
- Vescovo Andrzej Stanisław Młodziejowski
- Arcivescovo Kasper Kazimierz Cieciszowski
- Vescovo Franciszek Borgiasz Mackiewicz
- Vescovo Michał Piwnicki
- Arcivescovo Ignacy Ludwik Pawłowski
- Arcivescovo Kazimierz Roch Dmochowski
- Arcivescovo Wacław Żyliński
- Vescovo Aleksander Kazimierz Bereśniewicz
- Arcivescovo Szymon Marcin Kozłowski
- Vescovo Mečislovas Leonardas Paliulionis
- Arcivescovo Bolesław Hieronim Kłopotowski
- Arcivescovo Jerzy Józef Elizeusz Szembek
- Vescovo Stanisław Kazimierz Zdzitowiecki
- Cardinale Aleksander Kakowski
- Cardinale August Hlond, S.D.B.
- Cardinale Stefan Wyszyński
- Arcivescovo Kazimierz Majdański

La successione apostolica è:
- Vescovo Stanisław Stefanek, S.Chr. (1980)

## Opere
- Comunità di vita e di amore. Il contorno della teologia del matrimonio e della famiglia (Poznan - Varsavia, 1979 tradotto in italiano e francese)
- Sarete miei testimoni (Stettino, 1987, tradotto in spagnolo, italiano e tedesco)
- La famiglia alle soglie del terzo millennio (Varsavia, 1995).